# Імперія Септимів
Імперія Септимів (Тамріельська Імперія) — держава всесвіту The Elder Scrolls (Стародавніх сувоїв) 

## Опис
Імперія Септимів або Тамріельська Імперія — найбільша і наймогутніша держава за всю історію Тамріелю (і остання керована Дракононародженим). Була заснована у Другій ері Тайбером Септимом і існувала аж до початку Четвертої ери (близько 435 років).

## Історія
Передумови для її утворення починають з'являтися з 2 ери 852 року, коли молодий генерал Х`ялті, службовець імператора Кулекайна, розбиває в битві при Санкр-Торі союзні сили нордів та бретонців, які намагалися захопити Сироділ.
У 2 ері 854 року невідомий асасин вбиває імператора Сироділа Кулекайна, пізніше також відомого як «Імператор Нуль». Той же вбивця намагається перерізати горло генералу Талосу, проте останній виживає, хоч через жахливі рани на шиї позбавляється можливості використовувати Ту'ум (різновид магії, крик мовою драконів). З цього моменту генерал Талос бере собі сиродільське ім'я Тайбер Септим і займає трон. Ця подія знаменує народження Третьої Імперії (Імперії Септимів), хоча і неформальне.
Починаючи з 2 ери 862 року, тепер уже імператор, Тайбер Септим зі своєю армією починає переможні походи проти інших держав Тамріелю, об'єднуючи їх в одну єдину імперію. Особливу роль в цих походах зіграли дракон Нафааліларґус і двемерський автоматон Нумідіум.
У 896 році 2 ери Альдмерський Домініон, який керував островом Саммерсет, капітулює. З цього моменту весь Тамріель об'єднаний під одним прапором — стягом Третьої Імперії (Імперії Септимів), і наступний рік стає початком нової, Третьої ери.
Починаючи з цього моменту і закінчуючи загибеллю Уріеля Септима VII (3 ера 433 рік), найзначнішими подіями на території Імперії можна вважати наступні:
Війна Островів (3 ера 110 р.);
Війна Червоного Алмаза (3 ера 121-137 рр.);
Повстання Каморана Узурпатора (3 ера 247-267 рр.);
Імперський Симулякр (3 ера 389-399 рр.);
Деформація Заходу (3 ера 417 р.).
Криза Облівіону (3 ера 433 р.).
Процес розвалу імперії починається в 433 році 3 ери, коли ассасини дейдерського культу Мерунеса Даґона вбивають імператора Уріеля Септима VII. З цього моменту починається найстрашніший період в історії, який привів до загибелі Третьої Імперії — Криза Облівіона.
Ворота Облівіона відкрилися по всій території Імперії, а полчища дейдра, що вийшли з них, стерли з лиця землі цілі міста. Імперський легіон, який просто не міг впоратися з цим нашестям, втрачав позиції. І хоча в тому ж році Криза Облівіона завершилася, становище імперії погіршилося ще більше, оскільки останній з династії Септимів загинув під час цього хаосу. З цього моменту почалася нова, Четверта ера.
В 1 році 4 ери, Рада старійшин і Мечі, які намагаються підтримати хоч якийсь порядок й уникнути розпаду Імперії, не справляються. Провінції починають отримувати вигоду з такого становища. Так починається другий період міжцарів'я під управлінням канцлера Окато, що завершився в 10 році 4 ери його смертю і початком міжцарів'я Буревійної корони.

## Загальні відомості

### Територіальний склад
Імперія Септимів займала весь материк, а також прилеглі острови й деякі інші території. До складу Тамріельської імперії входили всі держави (пізніше вони стали провінціями), розташовані на цьому континенті: Сироділ, Скайрім, Гай-Рок, Гаммерфелл, Острови Саммерсет, Валенвуд, Ельсвейр, Чорні Твані і Морровінд. Таким чином, держава поділялася на дев'ять провінцій, керованих з центральної (Сироділ). Попри це, деякі території, такі як Морровінд і Саммерсет, володіли практично повною автономією, хоча формально вони підпорядковувалися центру.

### Населення
Громадянами Імперії стали всі народи, які проживали на території підкорених держав. Точних даних про чисельність населення немає. Ймовірно, що населення швидко зростало, попри всі хвилювання, що відбувалися в цей період часу.

### Політика, культура, наука, традиції
Хоча сама держава і була поділена на дев'ять провінцій, до складу самих провінцій входили численні баронства і графства. Ослаблення влади імператора, що почалося з часів правління Пелаґіуса III, дозволило численним баронствам, графствам і королівствам відчути себе більш незалежними. В результаті чого навіть найменший тиск з боку Імперії на внутрішню політику васальних земель викликав різке невдоволення в них.
Однак існування Тамріельскої імперії принесло значні поліпшення, як в життя простого народу, далекого від політики, так і в культуру і науку. За час існування Тамріельскої імперії розвивалися торгівля і ремесло, будувалися дороги, розвивалася наука. Багато тамріельских учених створили й надали на суд широкої публіки свої численні дослідження в таких галузях знань і культури, як алхімія, магічні мистецтва, ремісництво, історія, філософія і література. Відсутність кордонів між провінціями дозволила представникам різних рас і народів розселитися по всьому Тамріелю, обмежуючись лише їх власними можливостями. Задля цього було і створення єдиної імперської валюти — септима.

### Громадські та таємні організації
За час правління імператора Уріеля II з'являються організовані судові органи. Під час правління Септимів активно розвивалися громадські, політичні, таємні організації, лицарські ордени й т. д. Багато з цих товариств існували ще в Першій та Другій епохах, інші були засновані безпосередньо Тайбером Септимом або з'явилися в період Третьої ери. Найуспішнішими стали Гільдія бійців і Гільдія магів. На жаль, свої позиції зміцнювали й злочинні угруповання, такі як Гільдія крадіїв і Темне Братство.
Нижче представлені найбільш відомі організації, що існували в період правління Септимів:

#### Військові й бійцівські організації
Арена
Гільдія бійців
Імперський легіон
Імперський флот
Компанія «Чорний ліс»

#### Магічні організації
Гільдія магів
Колегія Вінтерхолду
Орден Псіджиків
Орден Чорного Хробака
Синдикат Чарівників

#### Лицарські ордени
Вічна Сторожа
Воїни Істинного рогу
Воїни Рогу
Хрестоносці
Орден Білого Жеребця
Орден Ворона
Орден Кінарет
Мечі
Орден Дракона
Орден Лампи
Орден Лілії
Орден Свічки
Орден Години
Орден Яструба
Ординатори
Лицарі-Наставники
Лицарі Дев'яти
Лицарі Дракона
Лицарі Заліза
Лицарі Колеса
Лицарі Колючки
Лицарі Круга
Лицарі Мари
Лицарі Полум'я
Лицарі Троянди
Лицарі Скарабея
Лицарі Сови

#### Нелегальні або неофіційні організації
Гільдія крадіїв
Дві Лампи
Камон Тонг
Червона Шабля
Ліга Невгамовних
Міфічний Світанок
Мораг Тонг
Орден доброчесної крові
Чудесні
Ренріджа Крін
Темне братство
Хормі

#### Релігійні об'єднання
Доброзичливість Мари
Дім Дібелли
Жреці-відступники
Імперський культ
Культ Імператора Нуль
Культ Шовкопряда
Орден Талоса
Орден Аркея
Храм Кінарет
Орден Стендарра
Храм Трибуналу
Каплиця Акатоша
Школа Юліаноса

#### Політичні організації
Ан-Зайліль
Вінценосці
Клан Дірені
Ллотаністи
Попередники
Рада старійшин
Талмор

#### Великі Дома данмерів
Дім Дрес
Дім Хлаалу
Дім Індор
Дім Телванні
Дім Редоран
Дім Даґот

#### Громадські та торгові організації
Воронний кур'єр
Східна імперська компанія
Дюбойс і сини
Канцелярія податків та зборів

## Відомі представники роду Септимів
Тайбер Септмм (Талос) — легендарний герой, завойовник, засновник династії Септимів. Знайшов божественність і довгий час був шанований людьми як дев'ятий з Дев'яти Богів. З'являвся в The Elder Scrolls III: Morrowind в образі старого легіонера Вульфа. Офіційно культ Талоса був заборонений Талмором через 175 років після падіння Третьої Імперії. Попри це, багато людей продовжують таємно йому поклонятися, а імперська влада закриває на це очі, ставлячись до заборони формально.
Потема (Королева-Вовчиця) — королева Солітьюда. Дочка Імператора Пелаґіуса II, мати імператора Уріеля III. Винуватиця і головна учасниця Війни Червоного Алмаза. Могутня некромантка.
Уріель VII — передостанній імператор династії. З'являється в трьох частинах серії (Arena, Daggerfall, Oblivion); не з'являється особисто, але, тим не менш, грає важливу роль в долі Нереваріна, в третій грі серії. Убитий культистами Міфічного Світанку, що послужило початком Кризи Облівіона.
Мартін — останній представник династії, незаконнонароджений син Уріеля VII. Героїчно пожертвував собою під час вторгнення Мерунеса Даґона в Сироділ, що ознаменувало собою закінчення Кризи Облівіона і початок Четвертої ери.